# Théodore Flournoy
Théodore Flournoy (Ginevra, 1854 – Ginevra, 1920) è stato uno psicologo svizzero.

## Biografia
Insegnò dapprima psicologia fisiologica all'Università di Ginevra, indi divenne professore, nel 1915, di storia e filosofia della scienza.
Fondò nel 1901 gli Archives de Psychologie con il cugino Édouard Claparède.
La sua opera scientifica si orienta, in particolar modo, sull'analisi dei fenomeni medianici quali sonnambulismo, glossolalia e scrittura automatica; notevole l'indagine sui racconti interconnessi al sonnambulismo di Hélène Smith (al secolo Catherine Mueller), le cui comunicazioni medianiche, inserite nel celebre volume "Dalle Indie al Pianeta Marte", l'Autore volle sempre ritenere, lungi da una visione dottrinale propriamente spiritistica, "romanzi dell'immaginazione subliminale". 
Theodore Flournoy fu, assieme a William James, tra i pochi psicologi del suo tempo a non accettare la teoria della dualità della coscienza (dunque negando i cosiddetti processi di scissione)

## Opere Principali
- Métaphysique et psycologie (1890; riedizione: Paris, 2005, L'Harmattan ed.)
- Des indès à la planète Mars (1900)
- Esprits et médiums (1911)

IN ITALIANO:
Dalle Indie al Pianeta Marte - ed. a cura di Mario Trevi. Roma, Castelvecchi, 2016.
La Psicologia della Religione  - ed. a cura di Mario Aletti. Milano Angeli, 2021.